# Ubba
Ubba († asi  878) byl údajně jedním z mnoha synů legendárního vikingského vůdce Ragnara Lodbroka. O jeho původu jsou  ve skutečnosti jen řídké a někdy i protichůdné zdroje.
Ubba byl viking a spolu se svými bratry Ivarem Bezkostným a Halfdanem byl jedním z velitelů Velké pohanské armády, která napadla anglosaskou Anglii v 60. a 70. letech 9. století. Zdá se, že Velká pohanská armáda byla koalicí vojenských družin rekrutovaných ze Skandinávie, Irska, oblasti Irského moře a kontinentální Evropy. Existuje důvod se domnívat, že část vikinských sil pocházela konkrétně z Fríska, kde víme, že někteří velitelé vikingů drželi léna propůjčená Franky. Některé zdroje popisují Ubbu jako vévodu (dux) Frísů, což by mohlo být důkazem, že také on byl spojen s nějakým fríským lénem. 
V roce 875 uzavřel anglosaský král Alfréd Veliký s Ubbou příměří, které o dva roky později porušil Ubbův bratr Halfdan.
Ubba byl zabit v roce 878 západosaskými vojsky v bitvě u Cynuitu v současném hrabství Devon.
Od 90. let 20. století sekundární anglické zdroje zaznamenaly různé verze jeho osobního jména: Huba, Hubba, Ubba, Ubbe Ragnarsson, Ubbe, Ubbi, Ubbo a Ube.